# サアロア語
サアロア語（サアロアご）は、オーストロネシア語族台湾諸語に属する言語である。ラアロア語とも呼ばれる。サアロア語という名称は沙阿魯阿語、ラアロア語という名称は拉阿魯哇語と漢字で表記される。母語サアロア語でkari Hla'aluaと呼ばれる。台湾のサアロア族の言語である。台湾の高雄市桃源区と那瑪夏区で話されている。
戦後、国民党政権で、台湾式北京語/台湾華語を唯一絶対の「國語」として位置づけ、現在サアロア族の若い世代はほとんど母語ができず、それに布農族(ブヌン)と同じエリアに住んでいて、中高年世代においても、人口の多いブヌン語を常用しており、言語消滅の危機に晒されている。
近年、部落の長老、Amahlʉ Salapuana(台湾華語名前：游仁貴)先生をはじめ、有志者はサアロア言語復興に貢献している。台湾（中華民国）政府の台湾原住民族委員会は「師徒制」という母語学習の政策を制定し、深刻消滅危機のある原住民の言葉に対して、1対1または1対2、話せる高齢者は先生として、若い世代に一日８時間、一周５日、一か月１６０時間、有給で密集的に母語の伝承教育を実行する。Amahlʉ　Salapuana先生の生徒、Vintiia Tumamalikisasʉ（台湾華語名前：余帆）とPi'i Na'ʉvʉana（台湾華語名前：葛翠怡）はもうサアロア語能力試験に合格し、特にVintiia Tumamalikisasʉは台湾原住民テレビ局放送サアロア語ニュースのアナウンサーとして勤めている。
Amahlʉ Salapuana先生は1948年生まれ、台湾客家民族出身だが、赤ちゃんの頃、養子縁組でサアロア族の家庭に入り、成長してきた。流暢に話せる母語話者が無くなっていってしまって、言語の保存を心配し、自分が年配なのに、真剣に考えるようになって、一からローマ字を勉強し、一生懸命にサアロア族の伝統文化や言語や知恵など記録し、教科書や辞書を編集した上に、息女Vanau Savangʉana（台湾華語名前：游枝潔）も看護師の仕事を辞め、古里に帰り、母語教育や伝統的な祭りの復興に協力した。Amahlʉ Salapuana先生は２０１４年に、「教育部表揚推展本土語言傑出貢獻獎」（台湾文部科学省表彰台湾本土母語振興献身賞）を受賞した。
高雄市桃源區にある興中国民小学校は積極的に母語教育を行い、附属保育園でもイマージョン・プログラム（没入法言語学習）が導入され、サアロア語を教える。